# У серпні 44-го… (фільм, 1975)
«У серпні 44-го…» («В августе 44-го…») — незавершений радянський художній фільм 1975 року, який знімався режисером Вітаутасом Жалакявічюсом на кіностудії «Мосфільм» і Литовській кіностудії.

## Сюжет
Перша екранізація роману. Зйомки майже завершеного фільму спочатку були припинені через раптовий відхід з життя актора Бронюса Бабкаускаса, потім через численні претензії автора роману та кінематографічного начальства. Виробництво було закрито рішенням Держкіно СРСР.

## У ролях
- Сергій Шакуров — Павло Альохін, капітан
- Анатолій Азо — Євген Таманцев, старший лейтенант
- Олександр Іванов — Андрій Блінов, лейтенант
- Бронюс Бабкаускас — генерал Єгоров
- Борислав Брондуков — Хижняк, водій, старшина
- Василь Молодцов — генерал Лобов
- Микола Трофімов — підполковник Поляков
- Михайло Волонтир — Свирид
- Юрій Гусєв — Міщенко
- Олена Сафонова — Юлія, наймитка в будинку Павловських
- Сергій Сазонтьєв — Казимир Павловський, батько дитини Юлії
- Олександр Яковлєв — Ніколаєв
- Борис Щербаков — Синцов
- Олена Кузьміна — дружина Свирида

## Знімальна група
- Режисер — Вітаутас Жалакявічюс
- Сценарист — Володимир Богомолов